# Реттінген
Реттінген (нім. Röttingen) — місто в Німеччині, розташоване в землі Баварія. Підпорядковується адміністративному округу Нижня Франконія. Входить до складу району Вюрцбург. Центр об'єднання громад Реттінген.
Площа — 27,19 км2. Населення становить 1652 ос. (станом на 31 грудня 2020).

## Міста-побратими
- Бад-Міттерндорф, Австрія